# ريان بيلي (لاعب كرة الماء)
ريان بيلي (بالإنجليزية: Ryan Bailey)‏ هو لاعب كرة الماء أمريكي، ولد في 28 أغسطس 1975 في لوس أنجلوس في الولايات المتحدة.

## وصلات خارجية
- ريان بيلي على موقع الاتحاد الدولي للسباحة (الإنجليزية)
- ريان بيلي على موقع قاعة مشاهير السباحة الأمريكية (الإنجليزية)
- ريان بيلي على موقع اللجنة الأولمبية الدولية (الإنجليزية)
- ريان بيلي على موقع أوليمبيديا (الإنجليزية)
- ريان بيلي على موقع اللجنة الأولمبية والبارالمبية الأمريكية (الإنجليزية)